# ورزشگاه ریازور
 ورزشگاه ریازور  (به اسپانیایی: Estadio Riazor) ورزشگاهی چند منظوره در شهر لاکرونیا در کشور اسپانیا است.
بازی‌های خانگی باشگاه فوتبال دیپورتیوو لاکرونیا در این ورزشگاه برگزار می‌شود.